# كاستلوتشيو
كاستلوتشيو (الاسم الأصلي: Castlüch) هي بلديّة (كومونا) تقع في مقاطعة مانتوفا في منطقة لومباردي الإيطالية، وتقع على بعد حوالي 120 كيلومتر (75 ميل) من جنوب شرق ميلانو وحوالي 12 كيلومتر (7 ميل) غرب مانتوفا. تقعُ كاستلوتشيو على حدود المقاطعات التالية: كيرتاتون وغازولدو إيبوليتي وماركاريا وروديجو.

## شخصيات بارزة
- روبرتو مونتورسي (مواليد 1951): لاعب كرة قدم سابق